# 枳椇
枳椇（学名：Hovenia acerba）为鼠李科枳椇属下的一个种。該物種主要分佈於中國甘肃、陕西、河南、安徽、江苏、浙江、江西、福建、广东、广西、湖南、湖北、四川、云南、贵州以及印度、尼泊尔、锡金、不丹和缅甸北部的海拔2100米以下的地域中。

## 外部來源
- . 中国植物物种. 昆明: 中科院昆明植物研究所.   [2013-01-18]. （原始内容存档于2016-03-05）.（简体中文）

## 延伸阅读
[在维基数据编辑]
 《欽定古今圖書集成·博物彙編·草木典·枳椇部》，出自陈梦雷《古今圖書集成》
 《植物名實圖考·枳椇》，出自吳其濬《植物名實圖考》
 維基物種上的相關：枳椇